# Ново сърце за стария град
„Ново съце за стария град“ е международен архитектурен конкурс за нов център на старопрестолния град Велико Търново.
Конкусът е обявен през лятото на 2008 година. В проекта участват архитекти от целия свят. Изборът на победител се извършва през месец юли година по-късно. Проектите бяха оценени от международно жури в състав:Андреа Д'Антраси, Проф. Доминик Роайар от Франция, Проф. Андрей Чернихов от Русия, Д-р Хеле Юул от Дани, Андрю Йоман – Великобритания и Хърватия и тъновските архитекти Юрий Любомирски, Николай Малаков и Лора Бъчварова. През 2019 година, за победител е обявен арх. Клаудио Нарди.

## Класиане
- арх. Клаудио Нарди – първо място
- арх. Диего Терна – второ място
- Стафан Джордж интернационал – трето място

## Други проекти
- Петър Джуров – площад „Болярски“[4]